# Янушево (Косцянський повіт)
Янушево (пол. Januszewo, нім. Januschewo) — село в Польщі, у гміні Косцян Косцянського повіту Великопольського воєводства.
Населення — 116 осіб (2011).
У 1975-1998 роках село належало до Лешненського воєводства.

## Демографія
Демографічна структура станом на 31 березня 2011 року:
|          | Загалом | Допрацездатний вік | Працездатний вік | Постпрацездатний вік |
| -------- | ------- | ------------------ | ---------------- | -------------------- |
| Чоловіки | 57      | 15                 | 38               | 4                    |
| Жінки    | 59      | 16                 | 31               | 12                   |
| Разом    | 116     | 31                 | 69               | 16                   |